# Enchodus
Enchodus es un género extinto de peces de la familia Enchodontidae.

## Descripción
Las especies de Enchodus eran de tamaño pequeño a mediano, y E. zinensis alcanzaba los 172,2 cm (67,8 pulgadas) de longitud. Uno de los atributos más notables del género son los grandes colmillos en la parte frontal de las mandíbulas superior e inferior y en los huesos palatinos, lo que le valió el apodo engañoso de arenque dientes de sable entre los buscadores de fósiles y los paleoictiólogos. Estos colmillos, junto con un cuerpo largo y esbelto y ojos grandes, sugieren que Enchodus era una especie depredadora.
E. petrosus, con una longitud estándar de alrededor de 76,7 cm (30,2 pulgadas) y, en ocasiones, de más de 1 m (3 pies 3 pulgadas), se conoce a partir de restos comunes procedentes de la formación de Tiza Niobrara, la formación de Tiza Mooreville, la formación Pierre Shale y otras formaciones geológicas depositadas en el mar interior occidental y la ensenada del Misisipi. Los ejemplares grandes de esta especie tenían colmillos de más de 6 cm (2,4 pulgadas) de longitud, lo que le daba a su cráneo una apariencia que recordaba a los peces de aguas profundas modernos, como el rape y el pez víbora. Otras especies, como E. parvus, eran considerablemente más pequeñas, midiendo solo algunos cm (unas pocas pulgadas) de longitud.

## Distribución
Se han encontrado fósiles de Enchodus en todo el mundo. En Norteamérica, se han recuperado restos en la mayoría de los estados de Estados Unidos con rocas fosilíferas del Cretácico Superior, como Kansas, Nebraska, Colorado, Alabama, Misisipi, Georgia, Tennessee, Wyoming, Texas, California, Carolina del Norte y Nueva Jersey. También se han encontrado fósiles en las formaciones Aguja y El Doctor de México, así como en las formaciones Ashville, Vermillion River y Dinosaur Park, y en Brown Bed Member de Canadá. El taxón también se conoce de estratos coetáneos en México, América del Sur (formación Santa Lucía de Tiupampan y El Molino en Bolivia, estados de Paraíba, Pernambuco y Sergipe de Brasil, así como Argentina, Chile y Perú), África (Egipto, Marruecos, Congo, Angola, Níger y Guinea Ecuatorial), Oriente Medio (Arabia Saudita, Líbano, Israel, Palestina y Jordania), Europa (Inglaterra, Francia, Países Bajos, Bélgica, España, Italia, Alemania, Suecia, República Checa, Eslovenia, Grecia, Ucrania y Rusia), India y Japón. Potencialmente, los restos más recientes de Enchodus se conocen desde el Eoceno más temprano de Barmer, India. Sin embargo, también se ha sugerido que todos los registros posteriores al Cretácico son solo material reelaborado.